# Sciotel
Col nome di Sciotel (o Shotel in alcune fonti) si identificava, durante la colonizzazione italiana, una regione dell'Eritrea posta circa 20 km a sud-ovest della città di Cheren. Prende il nome dal torrente omonimo, che la percorre da est a sud-ovest, forse così chiamato per la sua forma che ricorda uno shotel, specie di spada ricurva tipica dell'Abissinia.
Abitato in prevalenza dai bogos (o bileni), nel 1865-69 il territorio vide un tentativo di colonizzazione agricola da parte di alcuni italiani, guidati da padre Giovanni Giacinto Stella.
Fu annesso alla Colonia Eritrea nel 1889 a seguito dell'occupazione di Cheren da parte dell'Italia.

## Voci correlate

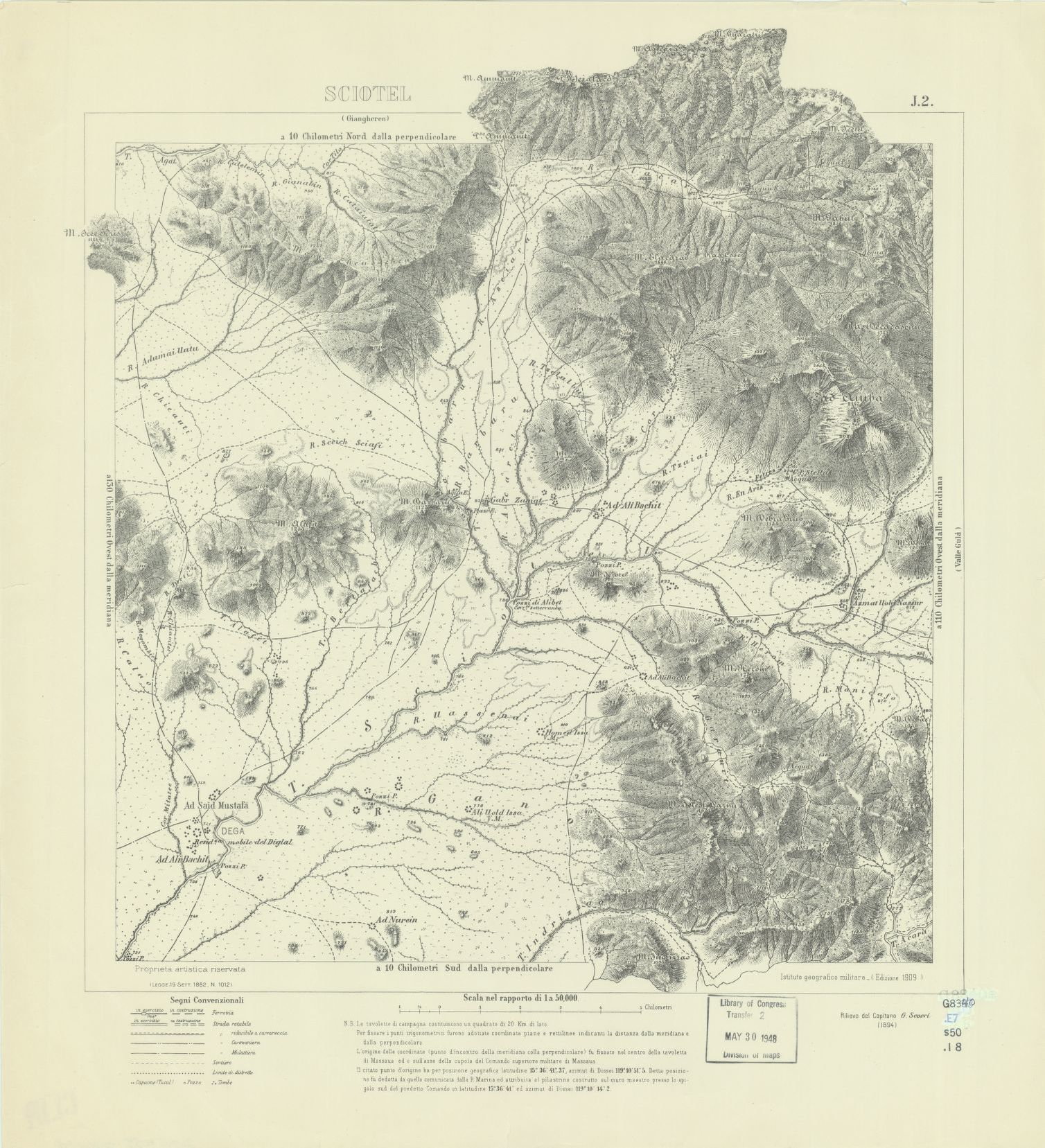
Mappa del territorio di Sciotel (Istituto Geografico Militare, 1909, su rilievi del 1894)